# Nel corso del tempo
Nel corso del tempo (Im Lauf der Zeit) è un film del 1976 diretto da Wim Wenders.
È l'ultimo capitolo della cosiddetta "Trilogia della strada", dopo Alice nelle città e Falso movimento.
Presentato in concorso al 29º Festival di Cannes, ha vinto il Premio FIPRESCI.

## Trama
Il film racconta l'incontro e il viaggio di due uomini di trent'anni: Bruno, il "Re della strada", un riparatore di proiettori cinematografici, e Robert, il "Kamikaze", un pediatra specializzato in disturbi del linguaggio che, abbandonato dalla moglie, ha tentato di uccidersi lanciandosi con l'auto nel fiume Elba. Sul camion di Bruno, stipato di attrezzature cinematografiche, attraversano la regione di confine tra la Germania occidentale e quella orientale facendo tappa nei cinema di villaggi sperduti. Incontrano un uomo la cui moglie è appena morta in un incidente d'auto, forse un suicidio. Durante una sosta Robert passa dalla tipografia di suo padre e ha con lui un sofferto e aspro colloquio. Al luna park Bruno incontra Pauline, una giovane cassiera con cui trascorre una notte. Fanno un viaggio in moto e finiscono in un ex posto di guardia di frontiera. Poi visitano la vecchia casa dove Bruno da bambino trascorreva le vacanze estive.

## Produzione
Il film, in bianco e nero e con il sonoro originale, è stato girato in 11 settimane dal 1 luglio al 31 ottobre 1975 (didascalia nei titoli di testa). 
È il primo film realizzato da Wenders attraverso la sua nuova società di produzione Road Movies Produktion.

## I luoghi
Vent'anni dopo la lavorazione di Nel corso del tempo, nel documentario White Walls (1995), il regista Mike Schlömer è andato alla ricerca dei cinema tra Lüneburg e Hof, lungo l'ex confine interno tedesco . 

## Colonna sonora
(Davide Ferrario, Cineforum n. 180, 12/1978)
Alcuni dei brani musicali:
- Nine Feet Over the Tarmac - musica di Axel Linstädt, testo di Bernd Linstädt, eseguita da Improved Sound Limited
- If I Could Read Her Mind - musica di Axel Linstädt, testo di Bernd Linstädt, eseguita da Improved Sound Limited
- Silver Circles - musica di Axel Linstädt, testo di Bernd Linstädt, eseguita da Improved Sound Limited
- Bike City - musica di Axel Linstädt, eseguita da Improved Sound Limited
- So Long - musica, testo ed esecuzione di Cristian St. Peters

## Un film sul cinema
Uno dei temi centrali del film è il cinema: le sue forme, i suoi meccanismi, la tecnologia, le tappe della tradizione e il suo futuro.
Emblematica è la sequenza delle ombre cinesi proiettate sullo schermo bianco di fronte alla platea dei bambini della scuola che ricorda la natura di divertimento popolare del cinema delle origini.
Il film è anche un omaggio ai maestri: è dedicato a Fritz Lang che appare in una foto tratta da Il disprezzo di Jean-Luc Godard (Robert la ritaglia da un programma cinematografico trovato nel disordine del camion). Un esplicito riferimento è anche a John Ford di cui viene citata la celebre inquadratura finale di Sentieri selvaggi.
Wim Wenders inoltre racconta che la scena in cui si vede Bruno strisciare sotto una casa per raccogliere una scatola piena di fumetti è ispirato al film Il temerario di Nicholas Ray dove vediamo Robert Mitchum che striscia sotto la sua casa d'infanzia per trovare ricordi nascosti sotto una trave di fondazione: una pistola, una piccola scatola di metallo e una copia di Wild West Shows; la scena appare anche nel film documentario Lampi sull'acqua - Nick's Movie.

## Riconoscimenti
- Festival di Cannes 1976
  - Premio FIPRESCI